# Jim McKay (periodista)
James Kenneth McManus (24 de septiembre de 1921 – 7 de junio de 2008), más conocido por su nombre profesional de Jim McKay, fue un periodista televisivo de deportes de nacionalidad estadounidense.
McKay es principalmente conocido por presentar el programa de la ABC Wide World of Sports (1961–1998). Su introducción al show ha pasado a la historia de la cultura popular americana. También es conocido por su cobertura de 12 Juegos Olímpicos y de la Masacre de Múnich en los Juegos Olímpicos de Múnich 1972.
McKay cubrió también una amplia variedad de eventos especiales, entre ellos carreras de caballos como el Derby de Kentucky, competiciones de golf como el The Open Championship, además de las 500 Millas de Indianápolis. El hijo de McKay, Sean McManus, protegido de Roone Arledge, ha presidido las divisiones CBS Sports y CBS News.

## Biografía

### Primeros años
Nacido en Filadelfia, Pensilvania, se crio en el barrio Overbrook de dicha ciudad, en el seno de una familia católica de origen irlandés. Estudió en la Our Lady of Lourdes Grade School y en la Saint Joseph's Preparatory School. A los 14 años la familia se mudó a Baltimore, Maryland, ciudad en la que estudió en la Loyola Blakefield high school, consiguiendo la licenciatura en la Universidad Loyola Maryland en 1943. Durante la Segunda Guerra Mundial sirvió en la Armada de los Estados Unidos como capitán de un dragaminas.

### Televisión
En 1947 McKay dejó su trabajo como reportero del periódico The Baltimore Sun para entrar en la nueva emisora televisiva de la ciudad, la WMAR-TV. La suya fue la primera voz en oírse en la televisión de Baltimore, permaneciendo en la emisora hasta que pasó a la CBS en Nueva York en 1950 presentando un show de variedades titulado The Real McKay en el cual cambió su nombre por el que fue conocido. Después, en 1955, presentó seis episodios del concurso Make the Connection para la NBC.
A lo largo de la década de 1950 los comentarios deportivos fueron de manera progresiva su principal misión en la CBS. Originalmente se le asignó la cobertura de los Juegos Olímpicos de Squaw Valley 1960, pero hubo de ser sustituido por Walter Cronkite tras sufrir una crisis nerviosa. McKay se recuperó a tiempo para transmitir los Juegos Olímpicos de Roma 1960 desde el estudio de la CBS en Grand Central Terminal.
Posteriormente pasó a la ABC, presentando en dicha cadena el influyente programa deportivo Wide World of Sports a lo largo de 37 años. McKay se encargó de la cobertura de la Masacre de Múnich ocurrida en los Juegos Olímpicos de Múnich 1972 en el único día que tenía libre en el certamen, sustituyendo a Chris Schenkel, que en aquel momento no estaba disponible para afrontar la situación. Durante los sucesos permaneció catorce horas en directo sin un descanso, en una retransmisión que se prolongó dieciséis horas. Aunque McKay recibió numerosos elogios por su información de la crisis de los rehenes en Múnich (incluyendo dos Premios Emmy, uno por deportes y otros por la cobertura de noticias), él afirmaba en una entrevista concedida en el año 2003 para un documental de HBO que su mayor orgullo era un telegrama que le mandó Walter Cronkite y en el que alababa en trabajo llevado a cabo durante la masacre.
En 1994 fue presentador en estudio del seguimiento de la Copa Mundial de Fútbol de 1994, la primera que tuvo lugar en suelo estadounidense. McKay también se ocupó de la Copa Mundial de Fútbol de 2006 para la cadena ABC. En 2002, ABC "prestó" a McKay a la NBC para trabajar como corresponsal especial durante los Juegos Olímpicos de Salt Lake City 2002. 

### Carreras ecuestres de Maryland
McKay fundó la Maryland Million Classic, una serie de doce carreras diseñadas para promocionar a la industria de reproducción ecuestre de Maryland. El programa, de un día de duración, ha pasado a ser un acontecimiento dentro del mundo de las carreras de caballos de Maryland, solo superado por el día de las Preakness Stakes, celebradas en el hipódromo Pimlico Race Course. Ese evento ha sido la fuente de más de otros veinte similares a lo largo de Estados Unidos, entre ellos las Sunshine Millions.

### Fallecimiento
Jim McKay falleció en Monkton, Maryland, el 7 de junio de 2008 por causas naturales. Tenía 86 años de edad. La sobrevivieron su esposa Margaret y sus hijos Sean y Mary Guba. Sus restos fueron enterrados en la granja familiar en Monkton.

## Galardones
- McKay ganó numerosos premios por su trabajo periodístico y su dedicación a las carreras automovilísticas. Así, recibió el Premio George Polk por su trabajo durante los Juegos Olímpicos de Múnich 1972.
- McKay ganó más de doce Premios Emmy a lo largo de su vida.[7] *En 1987 fue incluido en el Salón de la Fama de la American Sportscasters Association junto con el veterano locutor Clem McCarthy.
- En 1988 se le incluyó en el U.S. Olympic Hall of Fame.
- McKay también entró a formar parte del Salón de la Fama de la Televisión en la 11.ª ceremonia de ingreso.[8]
- En 2002 fue seleccionado para recibir el primer premio de periodismo Dick Schaap.